# Hipólito José Soares de Sousa
Hipólito José Soares de Sousa (Maranhão, 1815 — São Paulo, 1869) foi um político brasileiro.

## Vida
Transferindo-se para São Paulo, militou nas fileiras do Partido Conservador. Foi deputado provincial (1848, 1850, 1854 e 1856); inspetor na Tesouraria Geral e da Tesouraria Provincial de São Paulo; duas vezes vice-presidente de São Paulo (1852 e 1859); deputado-geral. Era irmão do visconde do Uruguai
Foi presidente da província de São Paulo, de 19 de maio a 13 de setembro de 1852.